# Amphicnemis dentifer
Amphicnemis dentifer är en trollsländeart som först beskrevs av James George Needham och Gyger 1939.  Amphicnemis dentifer ingår i släktet Amphicnemis och familjen dammflicksländor. Inga underarter finns listade i Catalogue of Life.